# Liacarus chroniosus
Liacarus chroniosus är en kvalsterart som beskrevs av Tyler A. Woolley 1968. Liacarus chroniosus ingår i släktet Liacarus och familjen Liacaridae. Inga underarter finns listade i Catalogue of Life.